# Hester van Lennep
Hester Juliana Octavia van Lennep (Amsterdam, 8 juli 1916 – Doesburg, 1 januari 2000) was een Nederlandse verzetsstrijdster.

## Biografie
Hester van Lennep werd geboren als jongste dochter van Karel van Lennep (1866-1923) en Anna Elize Homans (1871-1943).
Op 1 mei 1940 (ruim een week voor het uitbreken van de Tweede Wereldoorlog) opende Hester van Lennep met haar oudere zus Mies van Lennep haar eigen Instituut voor Huidverzorging, aan de Amsterdamse Keizersgracht 484. In 1942, toen de terreur van de Duitse bezetter richting de Amsterdamse joodse burgers steeds ernstiger vormen aannam, begon zij zich samen met haar collega en vriendin Pauline van Waasdijk toe te leggen op het in veiligheid brengen van Joodse kinderen. Dit gebeurde aanvankelijk nog niet − en vanaf 1943 wel − in georganiseerd verband. Zij brachten de kinderen naar onderduikadressen bij vrienden en kennissen binnen en buiten de stad.
Vanaf de lente van 1943 werkten Hester en Pauline nauw samen met andere kinderredders, zoals met Gesina van der Molen en Johan van Hulst, directeur van de Hervormde Kweekschool aan de Plantage Middenlaan. Zijn schoolgebouw grensde aan de Joodse Crèche waarvandaan kinderen werden weggesmokkeld. In dit gebouw tegenover de Hollandsche Schouwburg werden in 1942 en 1943 honderden Joodse kinderen gehuisvest in afwachting van deportatie.
In hetzelfde jaar nam Hester van Lennep de verzorging op zich van een joodse onderduiker, Sándor Baracs  (1900), een Amsterdammer van Hongaarse afkomst. Het was op Hesters verzoek dat Baracs haar begon te helpen bij het kinderenwerk. Hun samenwerking breidde zich uit toen zij beide medewerkers werden van de illegale verzetskrant Trouw. Als koerierster vervoerde Hester wekelijks exemplaren van het illegale Trouw per fiets vanaf de drukkerij naar diverse distributie-adressen.

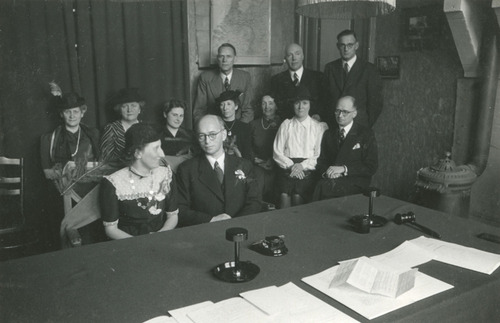
Huwelijk met Sándor Baracs, jan. 1944

Op 20 januari 1944 trouwden Hester van Lennep en Sándor Baracs illegaal en in het grootste geheim dankzij de medewerking van mr. A. van den Hoorn, de burgemeester van het dorp Tienhoven bij Utrecht. Deze 'goede burgemeester' schiep er een eer in om tegen de tijdgeest en de Duitse bezetter in te gaan door vervolgden, zoals Joden en onderduikers, te trouwen voor de Nederlandse wet.
Sándor en Hester kregen na de oorlog samen drie kinderen. In 1972 verhuisden zij vanuit Amsterdam naar de stad Doesburg (Gelderland). In augustus 1985 eerde de staat Israël Hester van Lennep als "Rechtvaardige onder de Volkeren" met een Yad Vashem erkenning vanwege haar hulp aan Joodse kinderen tijdens de oorlogsjaren '40-'45.
In 2016 is in het Gerbrandypark in Amsterdam een brug naar haar vernoemd.